# Чиримидо
Чирѝмидо (на италиански: Cirimido; на ломбардски: Scirimet, Ширимет) е село и община в Северна Италия, провинция Комо, регион Ломбардия. Разположено е на 290 m надморска височина. Населението на общината е 2190 души (към 2017 г.).